# Сигејт (Северна Каролина)
Сигејт (енгл. Seagate) град је у америчкој савезној држави Северна Каролина.

## Демографија
По попису из 2000. године број становника је 4.590.
| Група             | 2000.         | 2010.    |
| Белци             | 4.185 (91,2%) | 0 (0,0%) |
| Афроамериканци    | 204 (4,4%)    | 0 (0,0%) |
| Азијати           | 31 (0,7%)     | 0 (0,0%) |
| Хиспаноамериканци | 105 (2,3%)    | 0 (0,0%) |
| Укупно            | 4.590         | 0        |